# Lori Ann Piestewa
Lori Ann Piestewa o Qotsa-hon-mana/White Bear Girl (Tuba City, Arizona, 1979 - Nasiriyah, Iraq, 30 de març de 2003) fou una índia d'ètnia hopi, filla d'un veterà de la Guerra del Vietnam, i membre d'una família de tradició militar. S'enllistà en l'exèrcit dels EUA el 1997 (en la 507th Maintenance Company). Va morir a Nasiriyah (Iraq) en el mateix atac on fou ferida la seva companya Jessica Lynch. Ha estat la primera i única dona nord-americana morta en combat en la invasió de l'Iraq del 2003. El 2005, a títol pòstum, fou condecorada amb el Cor Porpra i amb la Medalla de Presoner de Guerra.